# Phaedon viridis
Phaedon viridis är en skalbaggsart som beskrevs av F. E. Melsheimer 1847. Phaedon viridis ingår i släktet Phaedon och familjen bladbaggar. Inga underarter finns listade i Catalogue of Life.